# Подільська сільська рада (Заліщицький район)
Поді́льська сільська́ ра́да — адміністративно-територіальна одиниця та орган місцевого самоврядування в Заліщицькому районі Тернопільської області. Адміністративний центр — село Поділля.

## Загальні відомості
- Територія ради: 32,76 км²
- Населення ради: 1 944 особи (станом на 2001 рік)
- Територією ради протікає річка Джурин

## Населені пункти
Сільській раді підпорядковані населені пункти:
- с. Поділля
- с. Ангелівка

## Склад ради
Рада складається з 16 депутатів та голови.
- Голова ради: Кузь Борис Васильович
- Секретар ради: Максимів Орися Семенівна

### Керівний склад попередніх скликань
| Прізвище, ім'я, по батькові | Основні відомості                                                               | Дата обрання | Дата звільнення |
| --------------------------- | ------------------------------------------------------------------------------- | ------------ | --------------- |
| Горлач Василь Петрович      | Сільський голова, 1951 року народження, безпартійний                            | 26.03.2006   | 31.10.2010      |
| Кузь Борис Васильович       | Сільський голова, 1974 року народження, освіта середня спеціальна, безпартійний | 31.10.2010   |                 |

Примітка: таблиця складена за даними сайту Верховної Ради України

### Депутати
За результатами місцевих виборів 2010 року депутатами ради стали:

#### За суб'єктами висування
| Суб'єкт висування | Кількість обраних депутатів | %   |
| ----------------- | --------------------------- | --- |
| Самовисування     | 16                          | 100 |

#### За округами
| № округу | Прізвище, ім'я, по батькові    | Дата визнання обраним | Освіта             | Партійна приналежність | Відомості про обраного депутата         |
| -------- | ------------------------------ | --------------------- | ------------------ | ---------------------- | --------------------------------------- |
| 1        | Пасяка Петро Васильович        | 03.11.2010            | середня спеціальна | позапартійний          | тимчасово не працює                     |
| 2        | Крижевський Василь Іванович    | 03.11.2010            | середня спеціальна | позапартійний          | ТзОВ «Маяк», комбайнер                  |
| 3        | Лопушняк Галина Василівна      | 03.11.2010            | вища               | позапартійна           | ТзОВ «Маяк», бухгалтер                  |
| 4        | Юрків Богдан Олегович          | 03.11.2010            | середня спеціальна | позапартійний          | ТзОВ «Маяк», вагар                      |
| 5        | Ландяк Микола Петрович         | 03.11.2010            | середня            | позапартійний          | тимчасово не працює                     |
| 6        | Горлач Володимир Володимирович | 03.11.2010            | середня            | позапартійний          | приватний підприємець                   |
| 7        | Ландяк Василь Йосипович        | 03.11.2010            | середня            | позапартійний          | ТзОВ «Маяк», зав током                  |
| 8        | Ландяк Галина Володимирівна    | 03.11.2010            | вища               | позапартійна           | Подільська сільська рада, бухгалтер     |
| 9        | Краснюк Ярослав Володимирович  | 03.11.2010            | середня            | позапартійний          | ТзОВ «Маяк», водій                      |
| 10       | Полева Ольга Степанівна        | 03.11.2010            | середня            | позапартійна           | Відділення зв'язку, листоноша           |
| 11       | Крамарчук Мирон Миронович      | 03.11.2010            | середня            | позапартійний          | УПЦКП, робочий                          |
| 12       | Ландяк Олег Іванович           | 03.11.2010            | вища               | позапартійний          | ТзОВ «Маяк», комбайнер                  |
| 13       | Максимів Орися Семенівна       | 03.11.2010            | середня спеціальна | позапартійна           | Подільська сільська рада, секретар ради |
| 14       | Полева Іванна Миронівна        | 03.11.2010            | середня спеціальна | позапартійна           | ЛА с. Поділля, фельдшер                 |
| 15       | Мочернюк Петро Богданович      | 03.11.2010            | вища               | позапартійний          | тимчасово не працює                     |
| 16       | Міхевич Анатолій Анатолійович  | 03.11.2010            | вища               | позапартійний          | пенсіонер                               |